# 苑裡坑
苑裡坑，是臺灣苗栗縣苑裡鎮的一個傳統地域名稱，位於該鎮北部。相較於今日行政區，其範圍大致包括苑坑里、水坡里。

## 歷史
台灣清治末期至日治初期，苑裡坑地區為一街庄，稱為「苑裡坑庄」，隸屬於苗栗二堡。該庄北邊西段五里牌庄為鄰，北邊東段及東邊與大坪頂庄為鄰，南邊為大埔庄、田藔庄，西邊為貓盂庄、瓦磘庄。
1901年（日治明治三十四年）11月，該庄隸屬於苗栗廳。1909年（明治四十二年）10月，改隸屬於新竹廳。1920年（大正九年），該庄改制為「苑裡坑」大字，隸屬於新竹州苗栗郡苑裡庄，大字下有「苑裡坑」、「水柳坡」小字名。1943年，苑裡庄升格為苑裡街。
戰後苑裡街改制為苑裡鎮，隸屬於苗栗縣，大字亦改制為里。

## 交通
國道3號又稱「福爾摩沙高速公路」，是貫穿台灣西部的兩條縱向高速公路之一，大致以縱向蜿蜒經過苑裡坑地區中部偏西地帶。境內未設交流道，北邊較近的是縣道128號交會口的通霄交流道，南邊較近的是縣道140號交會口的苑裡交流道，由此等進入可快速前往台灣西部各地。
縣道121號是通霄至日南的道路，大致以開口向東南的7字形蜿蜒經過本地區東南部，向東轉北可繞經南和、土城以前往通霄市區，向西轉南可前往舊社、日南，最終與省道台1線會合。

## 學校
- 林森國小